# 河合伊六
河合 伊六（かわい いろく、1928年3月13日 - 2007年10月4日）は日本の臨床心理学者。学校心理士。学位は、文学博士（広島大学・1976年）（学位論文「知覚・運動学習過程における個人差の類別 」）。広島大学名誉教授。専門は教育臨床心理学。大分県生まれ。

## 経歴
- 1951年に広島文理科大学教育学科心理学専攻卒業後、同教室助手、広島女学院大学助教授、大分大学教授を経て、広島大学教授。
- 1991年に広島大学を定年退官、広島大学名誉教授。
- 福山大学・福山平成大学教授を経て、1998年に安田女子大学教授。
- 広島大学名誉教授、日本大学大学院講師、安田女子大学大学院講師。
- 2007年10月4日、胆管癌のため死去[1]。

## 著書

### 単著
- 『子どもの保育と行動分析-困った行動の治し方と望ましい行動の形成』 川島書店 1986
- 『子どもを伸ばす・行動マネジメント-新しい子育ての提言』 北大路書房 1987
- 『登校拒否-再登校の指導』 ナカニシヤ出版 1991
- 『困った子どもとのかかわり方：行動分析による新しい保育・教育』 川島書店 2000

### 共著
- 桜井久仁子と共著 『不登校-再登校への支援』 ナカニシヤ出版 2000

### 編著
- 編著 『教室の教育心理学』 川島書店 1971
- 共編 『教育心理学の基礎知識』 福村出版 1981
- 池田貞美らと共編 『現代教育心理学の展開-研究トピックスとその動向』 川島書店 1981
- 編著 『教育心理学概論』 学術図書出版社 1985
- 佐藤修策と共編 『生徒指導』 北大路書房 1986
- 松山安雄と共編 『現代教育心理学図説』 北大路書房 1989

### 翻譯
- C. L. ハル 『行動の本質-行動論大系要説-』 理想社 1959
- ダラードほか (稲田準子と共訳) 『人格と心理療法-学習・思考・文化の視点』 誠信書房 1972
- R. J. モリス 『子どもの行動変容-ガイドブック』 ナカニシヤ出版 1977
- J. M. アッカーマン 『教職のためのオペラント入門-教室での行動変容-』 川島書店 1979
- C. L. ハル 『行動の基本』 ナカニシヤ出版 1980
- ロバーツ・D. ナイ 『臨床心理学の源流-フロイト・スキナー・ロージャズ』 二瓶社 1995

## 論文
- 「弁別学習過程の『連続性』に関する実験」 『古賀先生還暦記念心理学論文集』 広島文理科大学心理学教室 1952
- 「習得並びに消去期における行動的因子の分析」 『心理学研究』 第27巻 4号 1956
- 「正確度と速度にもとづく鏡写学習過程の分類」 『心理学研究』 第40巻 3号 1969
- 「知覚・運動学習過程における個人差の類別 (1) - (3)」 『大分大学教育学部研究紀要 (教育科学)』　第5巻 1号 - 3号 1978
- 「大学生の創造性 (1) - (3)」 『広島大学学校教育学部研究紀要・第I部』 5 - 7 1982 - 1984
- 「幼児の行動形成と行動改善のための指導方法に関する実証的研究 (昭和59 - 61年度文部省科学研究費・研究成果報告書)」1987
- 「高齢者の行動分析：高齢者の生き方にスキナーを活かす」 『行動分析学研究』 第10巻 1号 1996
- 「スキナー、B.F. の行動分析学の基本構想」 『安田女子大学大学院博士課程開設記念論文集』 1997
- 「発達に関する伝統的研究と行動分析的研究：行動分析的観点からの批判的考察」 『行動療法研究』 第24巻 1号 1998
- 「臨床心理学における理論統合と技法折衷：多次元モダリティ行動分析モデルの提唱」 『安田女子大学大学院博士課程開設記念論文集』 1999

## 学会
- 日本教育心理学会名誉会員